# Festival Émergence
 (novembre 2022).
Si vous disposez d'ouvrages ou d'articles de référence ou si vous connaissez des sites web de qualité traitant du thème abordé ici, merci de compléter l'article en donnant les références utiles à sa vérifiabilité et en les liant à la section « Notes et références ».
Le Festival Émergence de Montréal est un festival de films pour les cinéastes émergents qui se déroule tous les ans à Montréal (Canada) à la fin du mois d'août. Fondé en 2019, par Camille Felton et Zoé Duval, l'événement est dirigé par Frédéricke Buri depuis la création du festival. En parallèle des projections présenté au Livart et à la salle J.A DeSève de l'Université Concordia, des conférences, des activités réseautage, des cocktails et un gala est organisé durant les 4 jours de festivités. 

## Historique

### 1reédition (2020)
En mars 2019, le créateur de contenu Zoé Duval et la comédienne Camille Felton lance le festival lors d'une soirée de lancement à l'Éloi. De nombreuses personnalités publiques vont fouler le tapis rouge lors de cet événement qui marquera le début du Festival Émergence de Montréal. L'événement est fondé dans le but de donner une véritable chance aux cinéastes émergent.es de se faire une place dans l'industrie cinématographique. 
Le projet se met en place sous la forme d'un organisme à but non lucratif siégeant à Montréal.

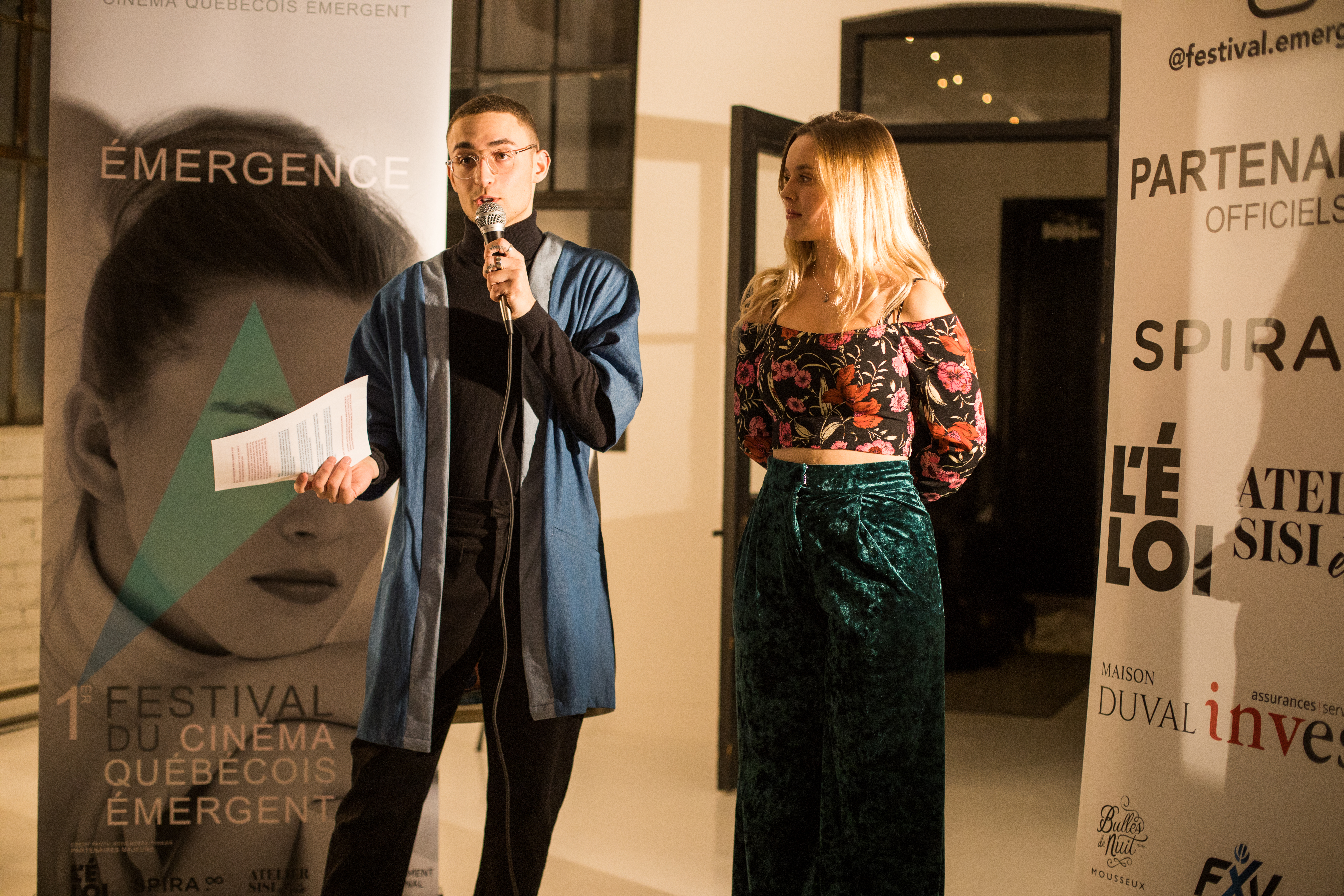
Cofondateur et Cofondatrice lors du lancement du Festival Émergence de Montréal.

La première édition se déroule du 27 au 30 août 2020 en version web en raison de la COVID-19

#### Jury
Christian Laurence (réalisateur et animateur)
Alexa-Jeanne Dubé (comédienne)
Laurence Latreille (artiste multidisciplinaire)

### 2eédition (2021)[2]
C'est le 16 septembre 2020 qu'est lancé l'appel de films pour la seconde édition du festival qui voit l'arrivée du cinéma d'animation. 
Encore une fois, en raison de la pandémie de COVID-19, le festival a lieu majoritairement en virtuel, entre le 15 et le 18 avril 2021. À la seule exception de la première du long métrage Lorsque le cœur dérange réalisé par Philippe Cormier, qui est projeté au cinéma Impérial. 

#### Jury
Jorge Camarotti (réalisateur et scénariste)
Alice Morel-Michaud (comédienne)
Loïc Guyot (réalisateur et producteur)

### 3eédition (2022)
Pour la première en 3 ans d'existence, le festival aura lieu majoritairement en présence à l'exception du gala de clôture et quelques projections. C'est au Livart, à l'Université Concordia, à l'ARRQ, au Question Escape et au Grand Quaie du Vieux Port de Montréal que les centaines de cinéphiles et  cinéastes se sont rassembler pour célébrer que le cinéma de demain. 
La troisième édition qui se déroule du 25 au 28 août 2022 va présenter 30 courts métrages du Québec et de l'international, qui pour une première fois devient un volet compétitif. Se fut également une année marqué par l'ajout d'un prix du public rendu possible grâce à l'INIS et d'un jury jeunesse en partenariat avec Royal Photo. 

#### Jury

##### Sélection officielle
Alec Pronovost (réalisateur et scénariste) 
Marie Valade (cinéaste indépendante)
Pascal Plante (réalisateur et scénariste)

##### Compétition internationale
Josiane Blanc (scénariste, réalisatrice et productrice)
Julien Falardeau (réalisateur)

## Palmarès

### Prix du meilleur court métragedocumentaire
- 2020: Footsteps réalisé par Claudia Kedney-Bolduc
- 2021: Terne Chave réalisé par Jean-Christophe Diaque et Alexandre Pépin
- 2022: Love-Moi réalisé par Romane Garant-Chartrand

### Prix du meilleurcourt métraged'animation
- 2021: J'aurais dû être un cercle réalisé par Nicolas Bellemare
- 2022: La Chambre froide réalisé par Alexandre Bédard

### Prix du meilleur court métrageexpérimental
- 2020: Le Spectacle réalisé par Chloé Sirois
- 2021: Caged Shadow réalisé par Alexandra Sabourin
- 2022: Undark réalisé par Axel Robin

### Prix du meilleur court métrage defiction
- 2020: Fuck Les Gars réalisé par Anthony Coveney
- 2021: La Crise réalisé par Rafael Beauchamp
- 2022: Les Escaliers sont en papier réalisé par Antoine Foley-Dupont

### Prix du meilleur court métrage international
- 2022: Ruthless réalisé par Matthew Mcguigan (Angleterre)

### Prix du public
- 2022: In Foetu réalisé par Jacob Khayat

### Prix du jury jeunesse
- 2022: Love-Moi réalisé par Romane Garant-Chartrand

### Grand prix du jury
- 2020: Fuck Les Gars réalisé par Anthony Coveney
- 2021: Terne Chave réalisé par Jean-Christophe Diaque et Alexandre Pépin
- 2022: Undark réalisé par Axel Robin